# Jean-Grégoire Pénavaire
Jean Grégoire Pénavaire, né le 15 septembre 1838, à Lesparre-Médoc et mort le 13 septembre 1906 dans le 17e arrondissement de Paris, est un violoniste, chef d'orchestre, chef de chœur en France et à l'étranger, professeur, compositeur de nombreuses musiques, symphoniste et librettiste.

## Biographie
La plupart des journaux de son époque donnent de nombreuses dates de naissance erronées, cependant, Jean Grégoire Pénavaire, fils d'artisan, voit bien le jour le 15 septembre 1838 à Lesparre-Médoc, date confirmée par  document administratif. Très tôt, il montre d’excellentes prédispositions pour la musique et le chant. Il chante les soli de soprano parmi les enfants de la maitrise, à la cathédrale de Marseille puis commence à étudier dans de grands conservatoires de province. À 13 ans, il entre au conservatoire Impérial de Paris et en ressort avec un 1er Grand prix de violon, à 17 ans, il fait partie de la classe instrumentale du conservatoire de musique de Marseille. À 18 ans, les journaux du midi écrivent de nombreux articles élogieux sur ses qualités de violoniste et de brillant élève de M. Millont. Il éblouit déjà le public et les journalistes  dans les salles comme violoniste, à Marseille, Nîmes.
Il participe à de nombreux concerts en solo de violon un peu partout en France et en province dans les soirées et les concerts de nombreuses salles ou théâtres, concerts donnés dans la salle de la société philharmonique quai Saint-Antoine, salle des Concerts Herz, théâtre des Champs-Élysées comme soli et chef d'orchestre, Cirque d'Hiver (Paris). À 26 ans il est membre de la Société des travaux littéraires et Artistiques, compositeur de plusieurs œuvres et violoniste à Lyon.
Il part pour Anvers en 1865 à 27 ans nommé comme second chef d'orchestre au Théâtre royal d'Anvers pour y jouer aussi de ses créations. En 1866, il laisse de côté les bâtons de chef d’orchestre à l’étranger pour retourner à Paris, et prend un engagement pour une position meilleure à l’orchestre du Théâtre impérial italien. Il habite dans le 9e à Paris au 21 rue Notre-Dame-de-Lorette puis à partir de 1903 jusqu’à la fin de ses jours au 25 rue Victor Massé. Il se déclare alors compositeur et professeur de musique.
Achille Millien entreprend la collecte systématique des contes, légendes et chansons populaires du Nivernais pendant en vingtaine d'années et cherche à les mettre en musique. Il demande alors en 1877 à son ami Jean-Grégoire Pénavaire avec qui il échange de nombreuses lettres s'il peut se charger de collecter les mélodies. Jean Grégoire Pénavaire à 39 ans accepte la proposition de son ami et passe alors pendant une douzaine d'années une partie de ses vacances annuelles à Beaumont-la-Ferrière avec ou sans sa compagne Francesca d'Andrade, et se charge de transcrire la partie des chants en notations musicales avec des mises au point soignées à Paris à la suite de toutes ses collectes.
À 44 ans en 1882, il est membre de la société des auteurs compositeurs et éditeurs de musique, et continue à participer à des concours musicaux. En 1884 à 46 ans, il est 2eme chef d’orchestre de la société des Concerts modernes, Orchestre Pasdeloup. En 1885, à 48 ans il joue à Angers, et reçoit les palmes académiques, 1895  à 57 ans il est membre stagiaire de la Société des auteurs et compositeurs dramatiques comme compositeur.
En 1901, il a 63 ans et il est membre de la société d’histoire et d’archéologie Le Vieux Montmartre. En 1904 il reçoit la rosette d'Officier de l'Instruction publique. Tout le long de sa vie, il compose pour violon, violoncelle, piano, chant et collabore avec les personnalités de son époque, Achille Millien son grand ami, mais aussi Lionel Bonnemère et bien d'autres.
Il décède au 4 rue du Sergent-Hoff dans le 17e arrondissement de Paris d'une hémorragie interne à la suite d'une opération au foie, dans la maison de santé du docteur Rouss le 13 septembre 1906. Ses obsèques ont lieu le 15 septembre 1906 en l'église Notre-Dame-de-Lorette de Paris et il est enterré temporairement au cimetière parisien de Pantin car ses élèves se cotisent pour un terrain au cimetière du Père-Lachaise, où il repose désormais, division 82, avenue Transversale n°3, 9ème ligne.

## Liste des œuvres
Cette liste regroupe les œuvres de Jean Grégoire Pénavaire.

## Distinctions
- 1885 :  Officier d'académie[30]
- 1904 :  Officier de l'Instruction publique[31]